# Kerstin Haglö
Kerstin Margareta Haglö, tidigare Andersson, född 30 maj 1955 i Nättraby församling i Blekinge län, är en svensk politiker (socialdemokrat). Hon var ordinarie riksdagsledamot 2002–2014, invald för Blekinge läns valkrets, och ordförande i justitieutskottet mars–juni 2011.

## Biografi
Haglö var, då ännu under namnet Andersson, kommunpolitiker i Karlskrona kommun 1988–2002. Hon har även varit ordförande i Försäkringskassans styrelse.[källa behövs]
Åren 2002–2014 var Haglö ordinarie riksdagsledamot (i valen 2002 och 2006 invald under efternamnet Andersson). I riksdagen var hon ordförande i justitieutskottet mars–juni 2011 och ledamot i samma utskott 2004–2011 och 2011–2014. Haglö var även ledamot i EU-nämnden 2010–2014, suppleant i justitieutskottet, konstitutionsutskottet, socialförsäkringsutskottet, trafikutskottet och Nordiska rådets svenska delegation, samt deputerad i sammansatta justitie- och socialutskottet.